# 真謝離
真謝離（日语：／）是八重山諸島石垣島中川平灣中的無人島，全島屬於沖繩縣石垣市，也可以稱呼為マジャパナリ或マジバナリ，漢字表記為真謝離。

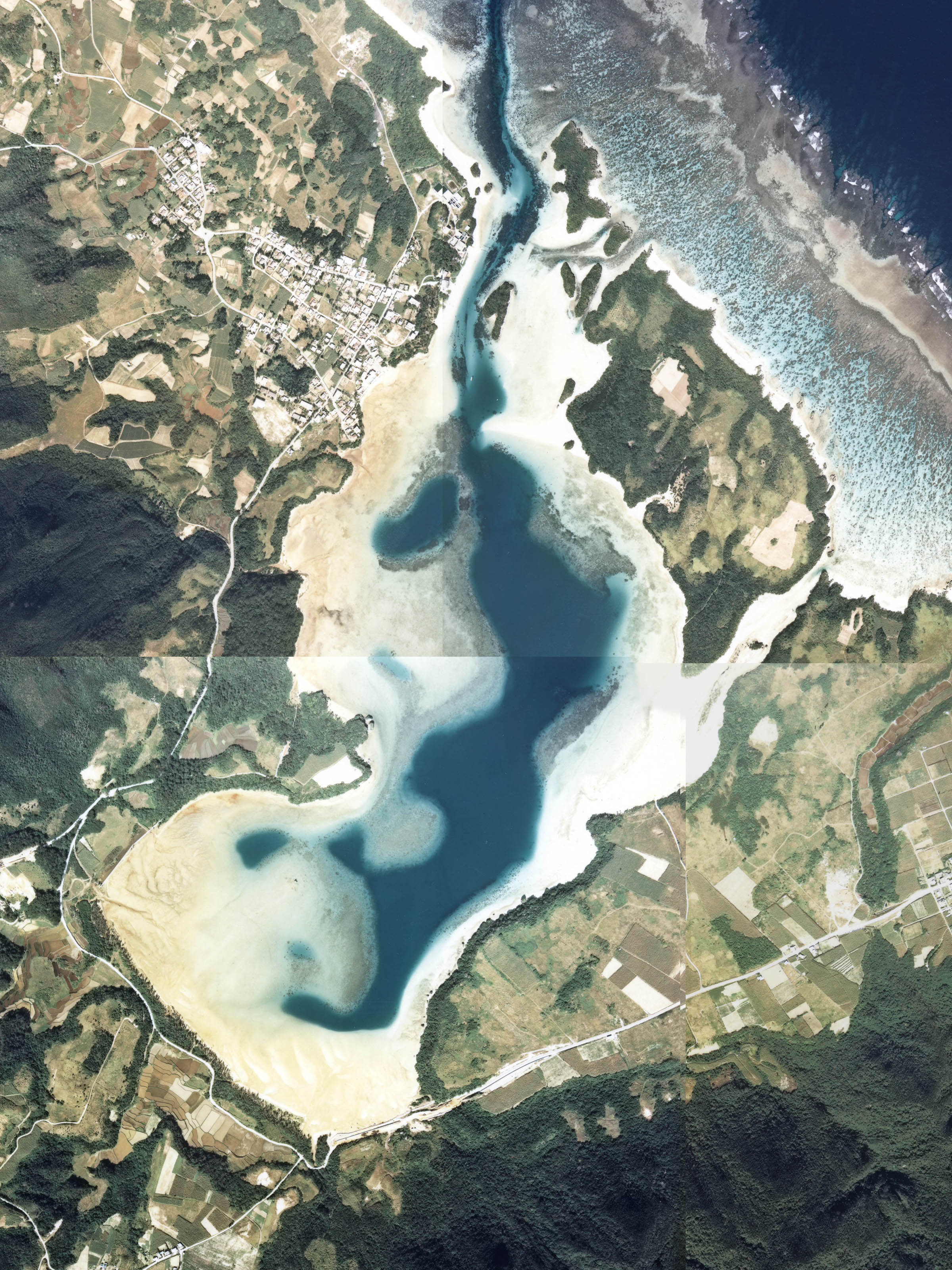
川平灣空照圖（1977年度撮影）。灣口最北邊之小島即真謝離マジパナリ。

2007年8月1日由於西表石垣島國立公園的擴張，真謝離與平川灣內的無人小島，皆被指定為第1種特別地域。